# グリーン・パーク駅
グリーン・パーク駅 (グリーン・パークえき、英語: Green Park tube station) はロンドン中心部にあるロンドン地下鉄の鉄道駅。ヴィクトリア線とピカデリー線、ジュビリー線の列車が発着する。

## 概要
1906年12月5日に、グレート・ノーザン・ピカデリー・アンド・ブロンプトン鉄道（英語：Great Northern, Piccadilly and Brompton Railway、GNP&BR)の「ドーヴァー・ストリート駅」として開業した。GNP&BRの他の駅と同様に当駅も開業当初はエレベーターを使って、プラットホームにアクセスする方法を採用していた。
3路線が乗り入れているため、乗り換えの要所としても多く利用されるほか、グリーン・パークとピカデリーに面しており、バスの路線も多く地下鉄とバスの乗り換えの利用客も多い。
なお、隣接駅としてピカデリー線のハイド・パーク・コーナー駅との間にダウン・ストリート駅が存在していたが、1933年に廃止された。

## 近隣
- グリーン・パーク（英語版）
- セント・ジェームズ・スクウェア（英語版）
- ジャーミン・ストリート（英語版）
- バーリントン・アーケード（英語版）
- バークレースクエア（英語版）
- リッツ・ロンドン (Ritz London)：最高級ホテル。
- ヒルトン・ロンドン・グリーンパーク ：高級ホテル
- ホリデイ・イン・ロンドン・メイフェア
- クリスティーズ：(Christies)：オークションハウス
- フォートナム&メイソン (Fortnum & Mason)：高級食料品店
- ロイヤル・アカデミー・オブ・アーツ (Royal Academy of Arts)
- 在イギリス日本国大使館/在ロンドン日本国総領事館

## バス路線
- ロンドンバス9系統：ハマースミス駅 - ケンジントン・オリンピア駅 - ハイ・ストリート・ケンジントン駅 - ナイツブリッジ駅 - ハイド・パーク・コーナー駅 - グリーン・パーク駅 - トラファルガー広場 - チャリング・クロス駅 - オールドウィッチ
- ロンドンバス14系統：パットニー・ヒース（英語版） - パットニー駅 - フラム・ブロードウェイ駅 - サウス・ケンジントン駅 - ハロッズ - ナイツブリッジ駅 - ハイド・パーク・コーナー駅 - グリーン・パーク駅 - ピカデリー・サーカス駅 - ウォーレン・ストリート駅
- ロンドンバス19系統：チェルシー - キングス・ロード - スローン・スクエア駅 - ナイツブリッジ - ハイド・パーク・コーナー駅 - グリーン・パーク駅 - リージェント・ストリート - ヘイマーケット (ロンドン)
- ロンドンバス22系統：パットニー・コモン（英語版） - パットニー（英語版） - パットニー・ブリッジ（英語版） - チェルシー - スローン・スクエア駅 - ナイツブリッジ - ハイド・パーク・コーナー駅 - グリーン・パーク駅 - ピカデリー・サーカス駅
- ロンドンバス38系統：ヴィクトリア駅 - ハイド・パーク・コーナー駅 - グリーン・パーク駅 - ピカデリー・サーカス駅 - ホルボーン駅 - エンジェル駅 - イズリントン - ハックニー・セントラル駅（英語版） - クラプトン・ポンド（英語版）
- ロンドンバスC2系統：ヴィクトリア駅 - ハイド・パーク・コーナー駅 - グリーン・パーク駅 - オックスフォード・サーカス駅 - グレート・ポートランド・ストリート駅 - パーラメント・ヒル・フィールズ（英語版）